# Aleister Crowley
Aleister Crowley, född Edward Alexander Crowley den 12 oktober 1875 i Royal Leamington Spa, Warwickshire, död 1 december 1947 i Hastings, East Sussex, var en brittisk äventyrare, poet och ockultist. Crowley var ett tag medlem i det hemliga sällskapet Golden Dawn där han gick under namnet "Broder Perdurabo". När han bröt med Golden Dawn bildade han sin egen orden, A∴A∴ (Argentum Astrum). Crowley var även ledare för Ordo Templi Orientis och påverkade ordens aktiviteter kraftigt med införandet av sitt eget religiös-filosofiska system Thelema.
1903 gifte han sig första gången, med skotskan Rose Kelly. Under åren 1915–1919 befann han sig i USA där han upprättade ett tempel för magi (vilket senare stängdes av FBI). 1920 flyttade han till Sicilien, där han slog sig ned i ett kloster, "Abbey of Thelema", utanför Cefalù, tillsammans med sina lärjungar. Rykten spreds att det i klostret pågick orgier och magiska ceremonier, under vilka spädbarn offrades. Detta ledde till att han redan efter tre år utvisades ur Italien av Mussolini. Nästa anhalt för honom blev Tunis. Efter att ha flackat omkring i flera år återvände han till England och levde där sina sista 15 år.
Crowleys styrka låg i hans förmåga att förena till synes helt olika ockulta system. Hans böcker har haft stort inflytande på den moderna ockultismen. Hans religiösa-mystiska system kallas Thelema.

## Filosofi
Crowley blev tidigt intresserad av ockultism. En källa till inspiration var Karl von Eckartshausens bok Molnet över helgedomen. Genom George Cecil Jones introducerades Crowley i sällskapet Hermetic Order of the Golden Dawn. 1898 initierades Crowley som så kallad neophyte. I denna orden ingick Allan Bennet och Samuel Liddell Mathers, den senare huvudmagus och en av grundarna av Golden Dawn. Båda bidrog till utvecklingen av det filosofiskt-religiösa systemet Thelema, Jones med den hermetiska delen och Bennet med influenser till yoga och buddhism. Efter stridigheter inom Golden Dawn lämnade Crowley orden 1900. Då, tjugofem år gammal, hade han uppnått graden Adeptus Major.
1904 är inom Thelema år noll. Det är detta år som Liber AL' (först felaktigt döpt till Liber L) blir dikterad av Crowley, men det är hans gravida fru Rose som uppges inspirerats till boken från ett väsen vid namn Aiwaz. Hon hade tidigare i ett av Crowleys test fört honom till Kairos museum där Rose pekade ut från vem budskapet kom. Det som pekades ut var en stele (bildstod) av Ra Hoor Kuit och det som fick Crowley att reagera var det faktum att den hade numrerats av museet och numret den hade fått var 666. Boken som dikterades hade tre kapitel som var tilldelade Nuit, Had och Ra Hoor Kuit. Det förutsåg slutet av Osiris era och början av det segrande barnets tidsålder eller vattumannens tidsålder.
Språket i Liber AL är svårt och symboliken, i vissa delar av tredje kapitlet, blodig. Två av de viktigaste reglerna som finns i boken är ”Do what thou wilt shall be the whole of the law” och ”Love is the law love under will”. Den första regeln ”Do what thou wilt” är inte en ursäkt till att göra vad som helst som Crowley skriver i sina skrifter utan påvisar att man ska söka sin egen vilja, sin egen väg eller sitt högre jag[källa behövs]. Liber AL gavs ut av Crowley men sedan föll den i glömska av Crowley som hade mycket svårt att ta till sig den och det skulle dröja flera år innan den dök upp igen och i och med det började Crowley sakta men säkert ta till sig dess meddelande att han är dess profet. Under perioden mellan 1904 och 1909 skrevs ett antal så kallade Libris (böcker) som senare sammanställdes under namnet Holy books. Dessa så kallade inspirerade böcker indelas i olika kategorier från de mest inspirerade där inte så mycket som en bokstav får ändras då budskapet då helt kan förvanskas till de rent intellektuella. Crowley försökte vid denna tidpunkt framställa en ny typ av tradition, ren från den gamla förlegade tidsåldern där den döende gudens skuldkänslor och skräck för synd svärtat människans tillvaro.
Tillsammans med Jones startade de en ny orden A.:A.: som baserade sig på den gamla initieringsstegen som Golden Dawn hade och som bygger på Rosenkorstraditionen där var grad kopplas till en sefira på det kabbalistiska trädet. En av grunderna i det nya systemet var att placera människan på solens plats med zodiaken runt sig istället som i den gamla eonen där man placerade människan på jorden. I och med den nya tidsåldern bryter människan sig fri från den gamla tron som förslavade människan. Detta reflekteras bland annat i ritualer som Liber Resh vel Helios, The mass of the phoenix och den thelemitiska versionen av pentagramritualen som beskrivs i The star ruby.

### Nyckelfigurer inom den Thelemitiska filosofin

#### Nuit
Nuit är enligt den traditionella egyptiska mytologin natthimlens gudinna på vars välvda kropp stjärnorna glittrar. Hon är den första spetsen inom den Thelemitiska treenigheten. Hon representerar alla de oändliga möjligheterna som finns för människan. (Ain Soph)

#### Hadit
Hadit är Nuits älskare. Den andra spetsen i triangeln. Kan även föreställas som solskivan eller punkten i cirkeln. Han är punkten som utgör vår egen subjektiva utgångspunkt som är omgiven av Nuit alla våra eviga val. (Ain)

#### Ra Hoor Khuit
Ra Hoor Khuit utgör den tredje delen av den Thelemitiska triangeln. Han utgör den punkt som Hadit och Nuit möts och som möjliggör existensen av manifestationen om det nu är själva universum eller uttrycket av vår egen vilja eller önskan. (ain Soph Aur)

#### Therion och Babalon
De kallas även för odjuret (ett av Crowleys magiska namn var To Mega Therion, det stora vilddjuret) och den scharlakansröda kvinnan. Att på ett enklare sätt förstå sig på dessa två är att koppla dem till de två av sefirorna på livets träd, Chokmah för odjuret (även chaos kan kopplas hit) och Binah för den scharlakansröda kvinnan. Therion yttrar det nya ordet för Horus tidsålder och den scharlakansröda kvinnan är förmedlaren av ordet. Hon representerar allt var livet står för både det som vi ser som positivt och negativt. En annan titel för henne är även den stora skökan som delar kalken som är fylld av helgonens blod tillsammans med det stora odjuret och förlorar sig i livets extas.

#### Aiwass
Är namnet på en röst som den engelske ockultisten Aleister Crowley påstod sig ha hört den 8, 9, och 10 april 1904. Crowley hävdade att denna röst dikterade The Book of the Law (eller Liber Legis) till honom.

## Inspiration och med i annan media
Crowley har varit inspiration till låten Mr. Crowley på Ozzy Osbournes första soloalbum Blizzard of Ozz och avbildad på omslaget på The Beatles album Sgt. Pepper's Lonely Hearts Club Band. Både Iron Maidens låt Revelations och Bruce Dickinsons låt Man of Sorrows handlar delvis om Crowley. John Frusciante hävdar att de flesta av låtarna på hans album Inside Of Emptiness handlar om Aleister Crowley och hans liv. Fields of the Nephilim citerar ur dikten ”At ses” i inledningen till ”At The Gates Of Silent Memory”: Love of my life, God grant the years Confirm the chrism - rose to rood! Anointing loves, asperging tears. 
In sanctifying solitude!” ”En figur vid namn Crowley förekommer även som helvetets representant på jorden i boken Goda omen av Terry Pratchett och Neil Gaiman.
En annan referens till Aleister Crowley förekommer i mangan/animen "D.Gray-man", där en av karaktärerna bär namnet Alystar Crowly (alt. Arystar Krory), karaktärens födelsedag råkar också vara den första december, vilket var samma dag som Crowley avled. W. Somerset Maugham, som uppenbarligen kände A. C. personligen och hatade densamme, har skrivit en roman, "The magician" 1908, sv. översättning "Magikern" där han skapar ett nidporträtt av Crowley. Aleister Crowley aka Crowley är även en återkommande karaktär i serien Supernatural där han är en demon och kungen över helvetet.
Aleister Crowley spelar också en stor roll i den svenska romanen Lust från 2013 av Åsa Schwarz.